# 现代汽车集团

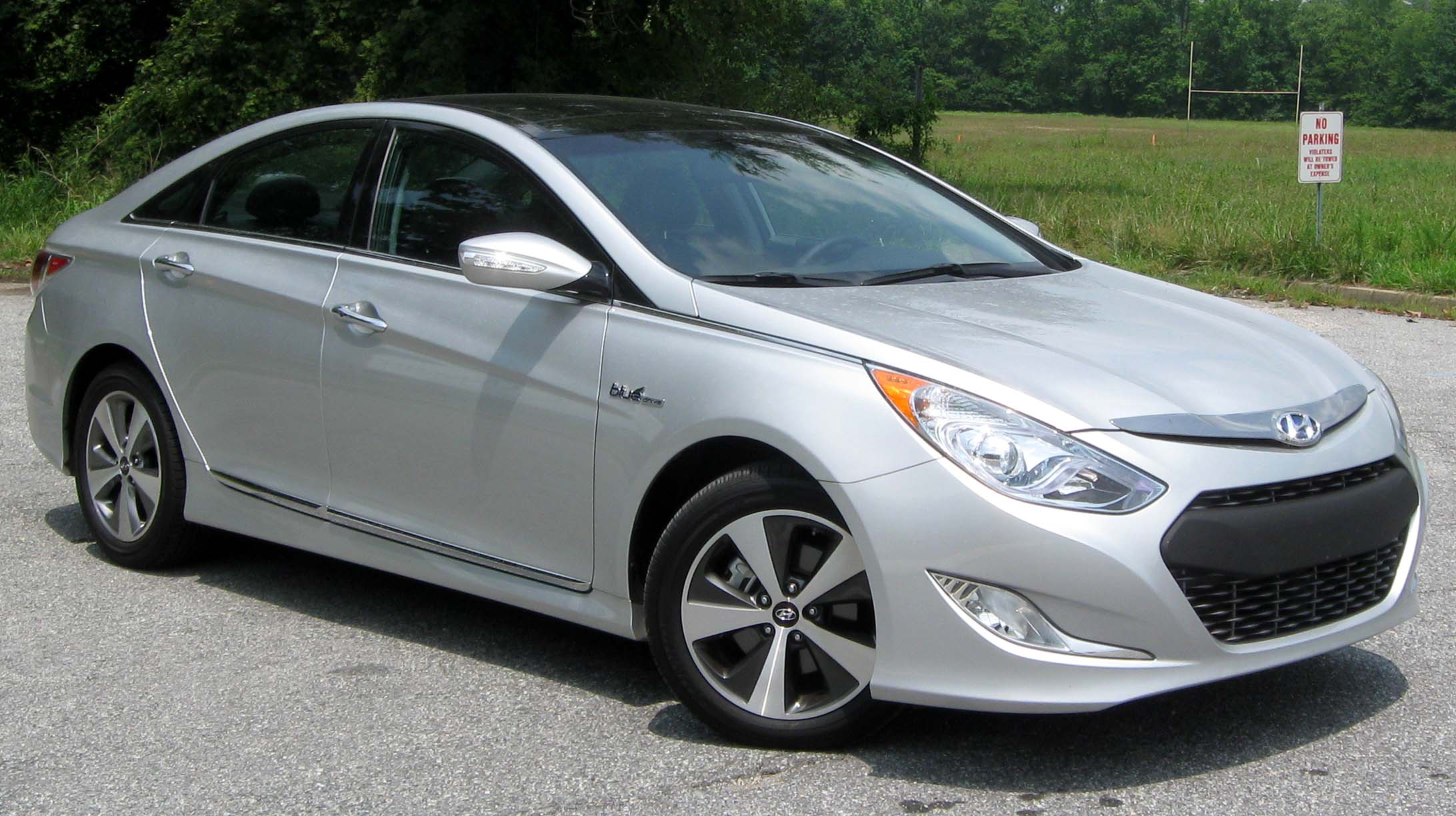
現代汽車生產的一款油電混合車

现代汽车集团（：／）是韓國的財閥之一，也是世界第二大汽车生产商和韩国最大的汽车製造集团，總部位於韓國首爾。
和不少韓國財閥一樣，現代汽車集團並不是一家以控股公司作垂直控制的企業，而是以複雜的股權結構（例如交叉持股）連結旗下不同的附屬公司而形成的大型綜合企業，實務上以現代汽車作為代表整個集團的公司。現代汽車集團的现任会长兼CEO为郑义宣。

## 歷史
现代汽车集团于1998年收购起亚汽车51%的股份后成立。截至2023年现代汽车拥有起亚汽车34.16%的股份。
现代汽车集团旗下的兩個汽車品牌現代汽車與起亞汽車是韩国第一和第二大汽车制造商。经过几年的快速增长，该集团在2015年售出801万辆汽车未达到其销售目标。根据世界汽車工業國際協會在2024年的数据（按产量计算），该集团是世界第二大汽车制造商，仅次于日本豐田汽车。

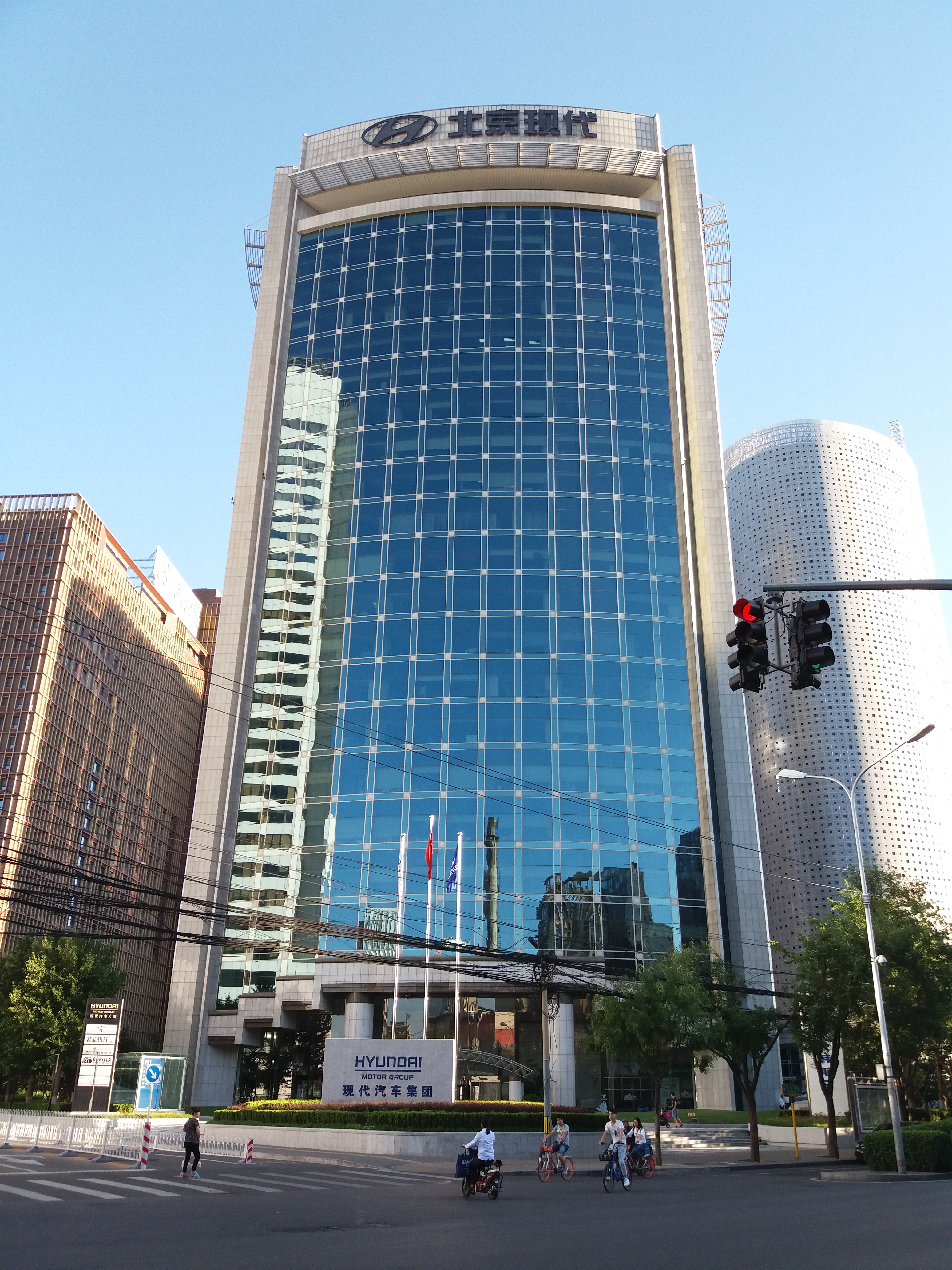
现代汽车集团中国总部—北京现代汽车大厦

## 集團附屬公司
汽車生產
- 现代汽车
- 起亚汽车 (33.88%)
- 捷恩斯汽车

大型設備生產
- 現代鋼鐵（英语：Hyundai Steel）
- 現代Rotem

汽車零件
- 现代摩比斯
- 現代IHL（英语：Hyundai IHL）
- 現代威亞（英语：Hyundai WIA）

建設
- 現代建設
- 现代工程（英语：Hyundai Engineering (HEC)）

金融
- 現代資本（英语：Hyundai Capital）
- 现代信用卡（英语：Hyundai Card）

其他
- 波士頓動力
- 现代奥特奥博（英语：Hyundai AutoEver）
- 現代GLOVIS（英语：Hyundai Glovis）

## 社會參與
现代汽车亦为世界杯足球赛和歐洲冠軍聯賽的赞助商，同集團的起亞汽車也多方贊助和經營體育活動，例如起亞汽車為澳洲網球公開賽和歐洲杯的主要贊助商，也在韓國職棒擁有起亞虎球隊。
现代汽车集团在中国很注重社会公益，其“内蒙古盐碱干湖盆治理”项目是中国十大环境公益活动之一，被评为“2014年中国50强公益品牌”。2015年2月4日，在中国社会科学院企业社会责任研究中心发布的“第一届中国社会贡献指数”中，现代汽车集团在中国所有汽车类企业中排名居首，在外资企业中排名第七位，在全部300家参选企业中排名第17位。2018年，现代汽车在中国社科院发布的企业社会责任排名中名列在华外资企业第二名，仅次于三星集团。

### 贊助的體育隊伍
- 全北現代汽車足球俱樂部
- 起亞虎
- 蔚山現代摩比斯太陽神
- 仁川现代制铁红天使女子足球俱乐部
- 天安現代資本天行者（英语：Cheonan Hyundai Capital Skywalkers）
- 水原現代建設山州（英语：Suwon Hyundai Engineering & Construction Hillstate）
- 现代汽车运动

## 外部連結
- 現代汽車集團官方網站（页面存档备份，存于）